# 奥克森豪森
奥克森豪森（德語：Ochsenhausen，發音：[ˈɔksn̩haʊ̯zn̩] ⓘ）是德国巴登-符腾堡州蒂宾根行政区比伯拉赫县的城市，面积59.96平方千米，2023年12月31日人口为9,301人。